# Tekolďany
Tekolďany es un municipio del distrito de Hlohovec en la región de Trnava, Eslovaquia, con una población estimada a final del año 2024 de 118 habitantes.
Se encuentra ubicado en el centro-este de la región, cerca del río Váh (cuenca hidrográfica del Danubio) y de la región de Nitra.

## Demografía
| Año        | 1994 | 2004    | 2014     | 2024     |
| ---------- | ---- | ------- | -------- | -------- |
| Población  | 175  | 165     | 140      | 118      |
| Diferencia |      | −5,71 % | −15,15 % | −15,71 % |

| Año        | 2023 | 2024    |
| ---------- | ---- | ------- |
| Población  | 114  | 118     |
| Diferencia |      | +3,50 % |